# 东园镇 (漳州市)
东园镇，是中华人民共和国福建省漳州市龙海区下辖的一个乡镇级行政单位。

## 行政区划
东园镇下辖以下地区：
东园社区、东园村、南边村、东宝村、茶斜村、埭尾村、枫林村、新林村、过田村、凤山村、凤鸣村、田厝村、秋租村、厚境村和港边村。